# Liste der Träger des Verdienstordens des Landes Rheinland-Pfalz/2020
Im Jahr 2020 wurden folgende Personen mit dem Verdienstorden des Landes Rheinland-Pfalz geehrt. Bedingt durch die Auswirkungen der Corona-Pandemie fand die Veranstaltung erst im Januar 2021 statt.
| Ordensträger           | Lebensdaten | Wohnort             | Wirken                                                         |
| ---------------------- | ----------- | ------------------- | -------------------------------------------------------------- |
| Gisela Abts            |             | Mainz               |                                                                |
| Claudia Eder           | * 1948      | Wiesbaden           | Opern-, Lied- und Konzertsängerin in der Stimmlage Mezzosopran |
| Rüdiger Frank          |             | Landau in der Pfalz |                                                                |
| Hella Holschbach       |             | Dierdorf            |                                                                |
| Gernot Mittler         |             | Mendig              |                                                                |
| Ernestine Schaaf-Peitz |             | Wittlich            |                                                                |
| Friedemann Schindler   |             | Mainz               |                                                                |